# لورانس مهلانغا
لورانس مهلانغا (بالإنجليزية: Lawrence Mhlanga)‏ (مواليد 20 ديسمبر 1993) هو لاعب كرة قدم زيمبابوي محترف، يلعب حاليًا مع نادي تشيكن إن في دوري زيمبابوي الممتاز ومنتخب زيمبابوي.

## روابط خارجية
- لورانس مهلانغا على موقع قاعدة بيانات كرة القدم.إي يو (الإنجليزية)
- لورانس مهلانغا على موقع ناشيونال فوتبول تيمز (الإنجليزية)
- لورانس مهلانغا على موقع Soccerway.com (الإنجليزية)